# ダリア・ウサチョワ
ダリア・ロマノヴナ・ウサチョワ（露: Дарья Романовна Усачёва, ロシア語ラテン翻字: Daria Romanovna Usacheva、2006年5月22日 - ）は、ロシア、ハバロフスク出身の元フィギュアスケート選手（女子シングル）。
2020年世界ジュニアフィギュアスケート選手権銀メダル。

## 人物
ソチ五輪団体金メダリストのユリア・リプニツカヤ、平昌五輪個人金銀メダリストのアリーナ・ザギトワ、エフゲニア・メドベージェワを育てたエテリ・トゥトベリーゼコーチから指導を受けている選手の一人。同じく指導を受けているカミラ・ワリエワ、マイア・フロミフとフィギュアスケートの国際的な年齢規定で同世代である。

## 経歴
2006年5月22日にハバロフスクに生まれた。3歳からフィギュアスケートを始める。その後モスクワに移り、2017-18シーズンまでは、アンナ・ツァリョーワにコーチを受けた。2018年にエテリ・トゥトベリーゼコーチのもとへ移籍。移籍後に、急速に実力を伸ばしている。

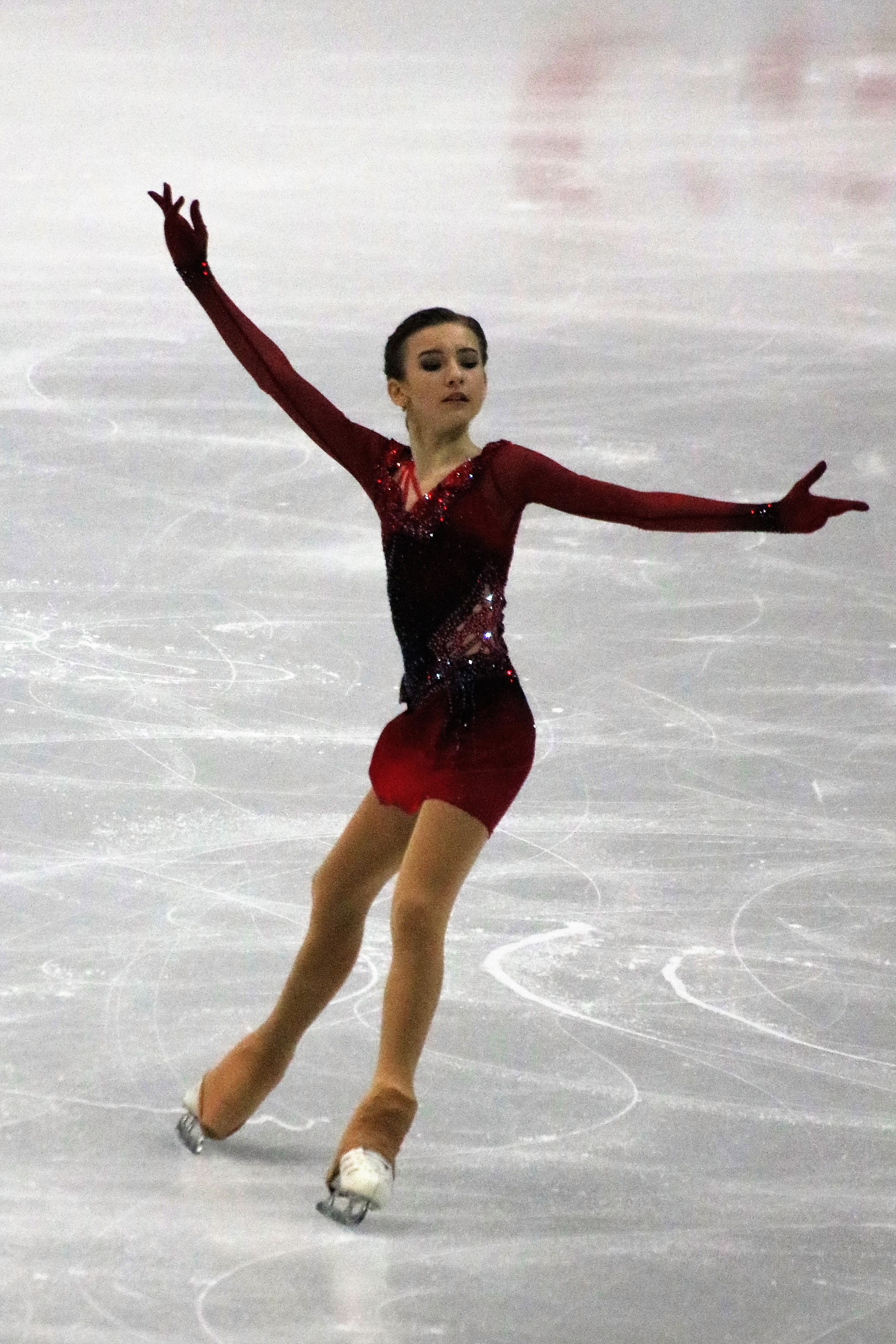
2019年ジュニアグランプリファイナル

2019-20シーズンは世界Jr.選手権で銀メダルを獲得。
2021-22シーズンはシニアに参戦し、スケートアメリカでは2位に入る。しかしNHK杯ではショートプログラムの6分間練習中に転倒し、股関節を負傷した為棄権。右大腿骨の靱帯損傷という重症の診断で、シングルスケーターとして現役続行は厳しくなった。（アイスダンスに転向する予定）

## 主な戦績
| 国際大会       | 国際大会 |
| 大会/年        | 2019-20  |
| -------------- | -------- |
| 世界Jr.選手権  | 2        |
| JGPファイナル  | 3        |
| JGP クロアチア | 2        |
| JGP リガ       | 2        |

### 詳細
| 2021-2022 シーズン    |                                                      |         |          |          |
| 開催日                | 大会名                                               | SP      | FS       | 結果     |
| 2021年10月22日 - 24日 | ISUグランプリシリーズ スケートアメリカ（ラスベガス） | 2 76.71 | 4 140.60 | 2 217.31 |

| 2019-2020 シーズン   |                                                           |         |          |          |
| 開催日               | 大会名                                                    | SP      | FS       | 結果     |
| 2020年3月2日 - 8日   | 2020年世界ジュニアフィギュアスケート選手権（タリン）      | 3 68.45 | 2 139.29 | 2 207.74 |
| 2019年12月5日 - 8日  | 2019/2020 ISUジュニアグランプリファイナル（トリノ）       | 2 70.15 | 3 130.22 | 3 200.37 |
| 2019年9月11日 - 14日 | 2019年ジュニアグランプリシリーズ クロアチア杯（ザグレブ） | 1 71.09 | 2 126.10 | 2 197.19 |
| 2019年8月21日 - 24日 | 2019年ジュニアグランプリシリーズ リガ杯（リガ）           | 1 69.04 | 2 125.36 | 2 194.40 |

## プログラム使用曲[1]
| シーズン | SP                                                                                                  | FS |
| -------- | --------------------------------------------------------------------------------------------------- | --- |
| 20-21    | 映画「ムーラン・ルージュ」より One Day I'll Fly Away 歌：ニコール・キッドマン                       | 映画「ロミオとジュリエット」より O Verona 作曲：グレイグ・アームストロング Come, Gentle Night 作曲：アベル・コジェニオウスキ 管弦楽「ロミオとジュリエット」より モンターギュ家とキャピュレット家 作曲：セルゲイ・プロコフィエフ |
| 19-20    | ミュージカル「ドラキュラ」より 愛さずにはいられない Please Don't Make Me Love You 歌：リンダ・エダ― | 恋の病（Je Suis Malade） 歌：ララ・ファビアン |
| 18-19    | 映画「ラヴェンダーの咲く庭で」より バイオリンと管弦楽のための幻想曲 演奏：ジョシュア・ベル          | 映画『007 スカイフォール』より スカイフォール 作曲：アデル |
| 17-18    | 映画「ラヴェンダーの咲く庭で」より バイオリンと管弦楽のための幻想曲 演奏：ジョシュア・ベル          | バレエ「白鳥の湖」より 序奏・ワルツ 作曲：ピョートル・チャイコフスキー |